# Mielőtt befejezi röptét a denevér
Mielőtt befejezi röptét a denevér je maďarský hraný film z roku 1989, který režíroval Péter Tímár podle vlastního scénáře. Snímek měl světovou premiéru v lednu 1989.

## Děj
Budapešť roku 1989. Dospívající Róbert žije sám se svojí matkou, otec před lety emigroval do Švýcarska. Matka se jednou seznámí s elegánem Lacim, do kterého se zamiluje. Laci se k nim záhy nastěhuje a snaží se spřátelit se uzavřeným Róbertem. Jeho úmysly ale nejsou zdaleka nevinné. Róbert Laciho sexuálně přitahuje. Matka proto Laciho nejprve vyhodí z bytu, později ho ale vezme zpět. Cítí, že tento vztah by mohl být její poslední šancí na štěstí. Prosí syna, aby Laciho návrhy neodmítal, protože věří, že jim to všem umožní zůstat spolu. Chlapec nemůže unést situaci, utíká z domova, ale hrozná tragédie je nevyhnutelná.

## Obsazení
| Gábor Máté      | László           |
| Róbert Csontos  | Róbert           |
| Erika Bodnár    | Teréz            |
| Erzsi Máthé     | číšnice v bufetu |
| Dezső Garas     | učitel hudby     |
| Oszkár Gáti     | vyšetřovatel     |
| Péter Andorai   |                  |
| Györgyi Kari    |                  |
| Nóra Winkler    |                  |
| Anna Blazovics  |                  |
| Miklós Galla    |                  |
| György Kölgyesi |                  |
| Renáta Szatler  |                  |